# جشنة آسيوية
جشنة آسيوية (الاسم العلمي: Anthus rufulus) (بالإنجليزية: Paddyfield Pipit) هو طائر صغير من الجواثم ينتمي لفصيلة التمرة وأم عجلان.